# Thomas Loudon
Thomas Richardson Loudon (Toronto, 1º settembre 1883 – Toronto, 6 gennaio 1968) è stato un canottiere canadese.
Loudon partecipò ai Giochi olimpici di Saint Louis 1904 con la squadra Argonaut Rowing Club di Toronto nella gara di otto, in cui conquistò la medaglia d'argento.

## Palmarès
| Anno | Manifestazione  | Sede        | Evento | Risultato |
| ---- | --------------- | ----------- | ------ | --------- |
| 1904 | Giochi olimpici | Saint Louis | Otto   | Argento   |